# Azilal
Azilal (àrab: أزيلال, Azīlāl; amazic estàndard marroquí: ⴰⵣⵉⵍⴰⵍ, Azilal) és un municipi de la província d'Azilal, a la regió de Béni Mellal-Khénifra, al Marroc. Segons el cens de 2014 tenia una població total de 38.530 persones. Es troba a l'Alt Atles, a 1.351 metres d'alçària.

## Història
L'octubre de 1916 la tribu dels Aït Messat va perdre el darrer combat al lloc anomenat Zmaïz. Després d'aquesta desfeta es rendiren a les tropes colonials franceses del general de Lamothe, qui l'11 de novembre de 1916 va ocupar Azilal i després va atacar Ait Ougoudide